# 比利亚基兰夫雷
比利亚基兰夫雷，是西班牙卡斯蒂利亚-莱昂莱昂省的一个市镇。 总面积53平方公里，总人口9772人（001年），人口密度184人/平方公里。